# Arteria occipital
La arteria occipital irriga el cuero cabelludo de la región occipital, músculos del cuello, celdas mastoideas y la duramadre de la porción posterior del cráneo.
Se desprende de la carótida externa y cruza el nervio hipogloso en dirección hacia el hueso occipital, alcanza la mastoides y se dirige hacia la protuberancia occipital externa. Terminando con dos ramas occipitales, tortuosas que perforan el trapecio y se distribuyen por la musculatura y cuero cabelludo.
En otras palabras, se origina de la carótida externa de la parte superior del cuello, en el triángulo carotídeo por delante del esternocleidomastoideo.
Su trayecto se puede dividir en tres porciones:
1. Superior.
2. Profunda.
3. Posterior.

## Ramas
Da lugar a seis ramas:
1. Rama mastoidea, que se dirige hacia el díploe y la duramadre, pasando a través del agujero mastoideo.
2. Rama auricular, que se dirige a la parte dorsal de la oreja, pasando bajo el m. esternocleidomastoideo.
3. Ramas esternocleidomastoideas, pequeñas ramas para dicho músculo.
4. Ramas occipitales, irrigan la piel del occipucio, pasando a través del m. trapecio.
5. Rama meníngea, inconstante, se extiende hacia la duramadre, pasando a través del agujero parietal.
6. Rama descendente, irriga la musculatura de la nuca, pasando bajo el m. esplenio.